# Axel Sundling
Carl Axel Sundling, född 25 februari 1871 i Botkyrka socken, död 19 december 1925 i Salems församling, var en svensk lantbrukare och högerpolitiker. Han var son till lantbrukaren och riksdagsmannen Gustaf Sundling.
Sundling var verksam som lantbrukare, ordförande i kommunalstämman och ledamot i taxeringsnämnden och vägstyrelsen. Han var ledamot av riksdagens andra kammare 1918–1924, fram till 1921 för Stockholms läns södra valkrets och från 1922 för Stockholms läns valkrets.